# Puente Valentré
El puente Valentré (en francés: pont Valentré; en occitano: pont de Balandras) es un antiguo puente de piedra medieval de Francia que cruza el río Lot, al oeste de la pequeña ciudad de Cahors, en el departamento de Lot. Ofrece hoy, con sus tres torres fortificadas y sus seis arcos precedidos de pilares puntiagudos, un ejemplo excepcional de arquitectura defensiva medieval, convertido en el símbolo de la villa de Cahors. 
El puente fue objeto de una clasificación al título de monumento histórico de Francia, parte de la primera lista de monumentos históricos del país —la lista de monumentos históricos de 1840— que contaba con 1034 bienes.  
También es, desde 1998, uno de los bienes individuales incluidos en «Caminos de Santiago de Compostela en Francia», inscrito en el Patrimonio de la Humanidad de la Unesco (n.º ref. 868-052).

## Historia
Construido en los tiempos de las guerras franco-inglesas, el puente Valentré, por el que todavía se penetra en la ciudad de Cahors, constituye un ejemplo raro de arquitectura militar francesa de aquella época, y es uno de los puentes medievales fortificados más bellos que subsisten todavía.
Su construcción fue decidida por los cónsules de la villa en 1306, y la primera piedra fue colocada el 17 de junio de 1308. Tenía una función de fortaleza, destinada a defender la ciudad contra los ataques provenientes del sur. No obstante, no fue atacada ni por los ingleses, ni por Enrique IV.
En forma de lomo de asno o arco escarpado, con 138 metros, de longitud, seis grandes arcos góticos de 16,50 m, perfectamente conservados, con unos avances almenados y en forma de pico, dominado por tres torres almenadas de planta cuadrada y unos matacanes que dominan el agua desde una altura de 40 metros. Dos barbacanas protegían su acceso, pero la del lado de la ciudad ha desaparecido.
La construcción debía llevar a la creación de un segundo eje comercial este-oeste, pues el existente hasta entonces estaba orientado de norte a sur. Esto supuso una importante modificación qui iba a repercutir en toda la ciudad. El puente estaba protegido espiritualmente por una capilla dedicada a la Virgen en el castillete (fortaleza) occidental. Fue acabado en 1378.

## La leyenda del puente Valentré

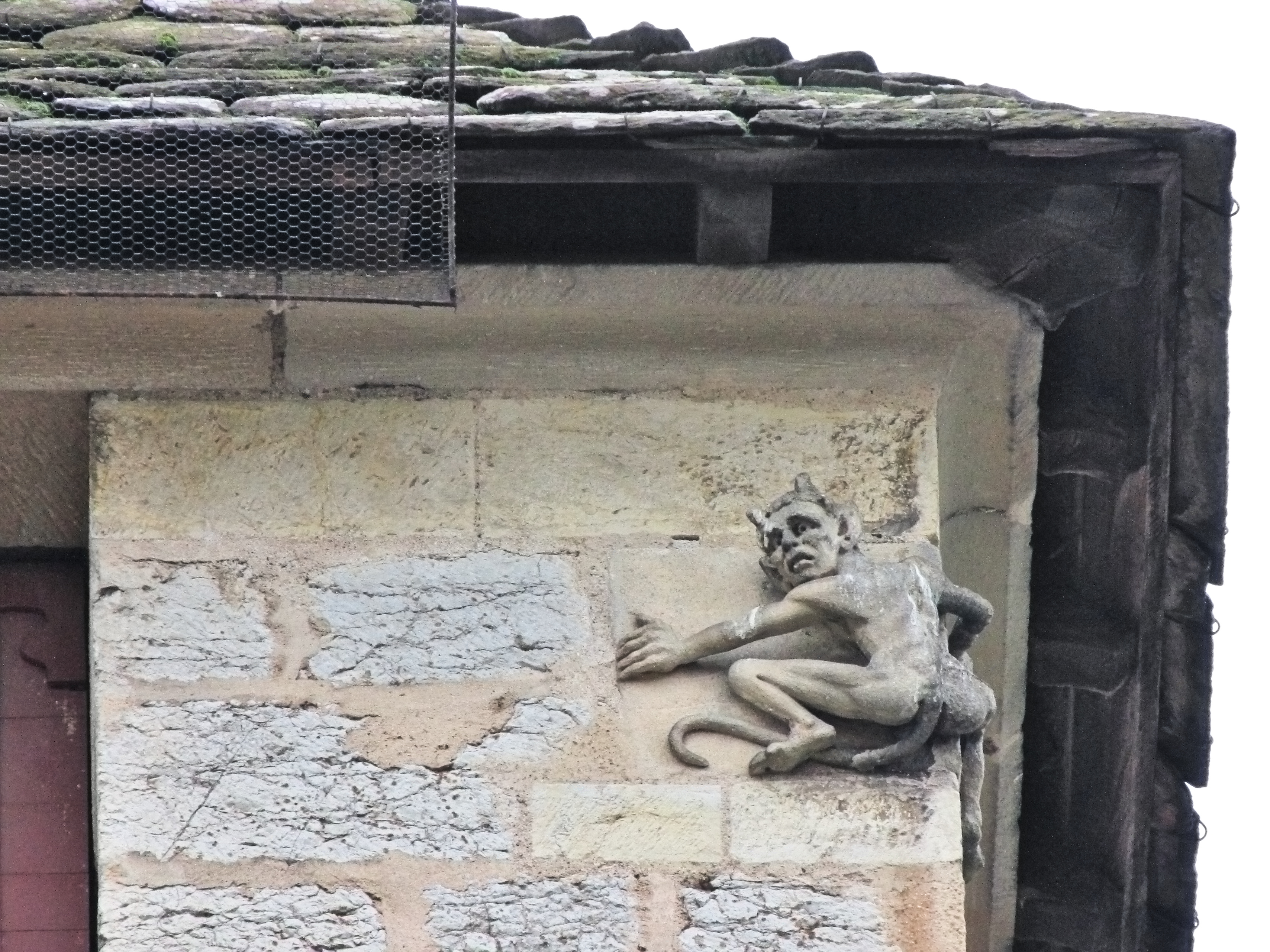
El diablo y la piedra.

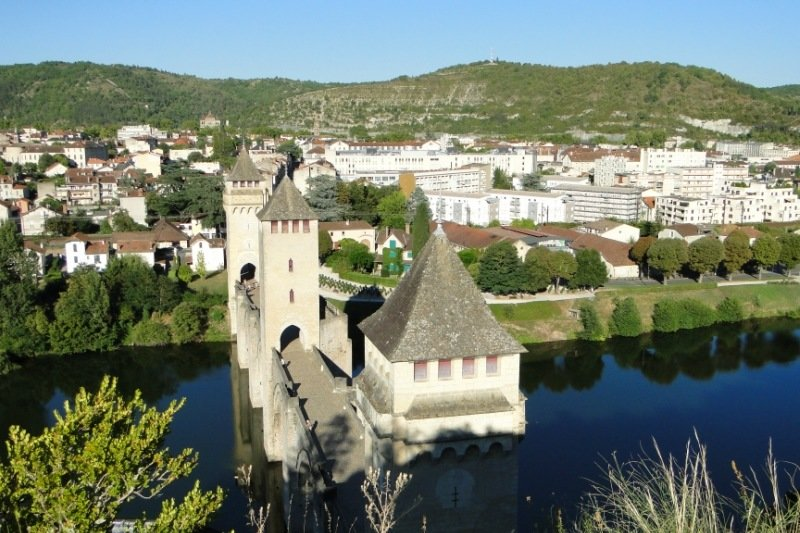
Puente Valentré, vista superior

El hecho de que se eternizase su construcción, pues duró más de medio siglo, dio nacimiento a la leyenda que cada habitante de Cahors se complace en contar. Exasperado por la lentitud de las obras, el maestro de obras firma un pacto con Satanás. El diablo pondrá todo su conocimiento al servicio de la construcción, y si ejecuta todas sus órdenes, él le entregará su alma a cambio. El puente se eleva rápidamente, las obras acaban, el contrato llega a su término. Para salvar su alma, ya que pretende no terminar sus días en el infierno, el maestro de obras le pide al diablo que vaya con una criba o cedazo a por agua a la fuente de los Cartujos (que se encuentra al otro lado del río, en la parte exterior de la ciudad) para calmar la sed de sus obreros.
Evidentemente Satanás vuelve sin agua y pierde su apuesta. Dispuesto a vengarse, el diablo regresa cada noche para quitar la última piedra de la torre central, hoy llamada Torre del Diablo, y cada día los albañiles la tienen que volver a colocar.
En 1879, se hizo una restauración del puente, y el arquitecto Paul Gout mandó colocar en el hueco vacío una piedra esculpida con la efigie del demonio que no volvió a desaparecer, pues el demonio se había quedado definitivamente en el sitio con las garras prisioneras del cemento.

## Información básica
- Le Diable du pont Valentré, de Joël Polomski, adaptado de la obra: “Légendaire du Quercy" de Robert Martinot, ISBN 2-9518 916-0-1.
- Maurice Scelles - Cahors. Le pont Valentré - pp.99-108 en Congrès archéologique de France. 147e session. Quercy. 1989 - Société Française d'Archéologie - Paris - 1993